# Машков, Виктор Фёдорович
Виктор Фёдорович Машков (17 ноября 1858, село Фортштадт, Кубанская область — 3 ноября 1932, Белград) — русский военный и политический деятель, дипломат, этнограф, путешественник, исследователь Эфиопии, поручик, первое российское официальное лицо, посетившее эфиопскую столицу, что способствовало установлению дипломатических отношений между двумя странами.

## Биография

### Ранние годы
Виктор Федорович Машков был родом из обер-офицерских детей Ярославской губернии.
Воспитывался в Ярославской военной прогимназии и затем продолжил обучение в Тифлисском пехотном юнкерском училище в Грузии.
В службу вступил вольноопределяющимся 3-го разряда в 152-й пехотный Владикавказский полк в 1876 году. В дальнейшем служил в армейской пехоте прапорщиком в крепости Карс — одном из самых южных гарнизонов Российской империи в Закавказье.
В 1884 году определён из запаса на службу в 155-й пехотный Кубинский полк, назначен заведующим полковой саперной командой.
В 1887-1888 годах прикомандирован к Главному штабу. С 1888 года — поручик.
Свободное от службы время посвящал чтению доступной литературы о военных конфликтах современности. Машков внимательно изучил ход Абиссинской кампании итальянской армии в 1885—1887 и английской интервенции в Эфиопию в 1867—1868 годах. Его анализ обеих военных кампаний показывает осведомленность, профессионализм и понимание законов геополитики молодым офицером.

### Замысел экспедиции
Ещё будучи подпоручиком, в 1887 году Машков подал военному министру П. С. Ванновскому аналитическую записку, в которой изложил своё мнение о политической и военной ситуации в Абиссинии и вокруг неё, доказав выгоды установления межгосударственных связей, а также предложил свой план проникновения в страну под видом частного лица.
Военный министр передал записку министру иностранных дел Н. К. Гирсу. Тот ответил уклончиво. Осторожность министров понятна в свете происходившей в это время авантюры Николая Ашинова, имевшего государственную поддержку экспедиции.

### План стратегической разведки
Эфиопия, страна древнейшей христианской религии, традиционно вызывала у русских людей особую симпатию: многие русские считали эфиопов православными (в действительности эфиопы-христиане — монофизиты). Эфиопия единственная из стран Чёрной Африки сумела отстоять свою независимость. Негус Йоханныс IV был заинтересован в союзе; Россия могла предоставить Эфиопии современное вооружение и военных советников. Россия, в свою очередь, могла получить плацдарм в Африке, основать порт на побережье Индийского океана с угольным складом для русских пароходов, плывущих через Суэцкий канал на Дальний Восток и обратно.
На следующий год, став поручиком, Машков вновь приехал в Петербург, где продолжал убеждать чиновников в пользе своего плана. 19 декабря 1888 года его принял военный министр, и через три дня доклад министра о необходимости частной экспедиции Машкова лежал на столе императора Александра III. Целесообразность поездки была обоснована следующим: 

«При недостаточном знакомстве нашем с Абиссинией и ввиду той роли, которую это государство может играть в будущих событиях на берегах Красного моря, представляется весьма желательным собрать по возможности точные данные о составе и достоинстве абиссинских вооруженных сил. Машков выразил желание заняться этим вопросом… не в качестве посланного правительством агента, а совершенно частным образом, пристроившись к партии русских поселенцев, предводимых архимандритом Паисием».
Высочайшее соизволение на командировку в Африку последовало 24 декабря. Машков был временно уволен в запас с сохранением жалования, Главный штаб выплатил две тысячи рублей на командировку в Абиссинию «для ученых занятий».

### Первая экспедиция в Абиссинию
Машков отправился в Африку под видом нештатного корреспондента газеты «Новое время». В пути к нему примкнул черногорский серб Сладко Златычанин, ставший верным товарищем. Российское Министерство иностранных ничего не знало о поездке Машкова. Лишь дипломатический агент российского правительства в Египте А. И. Кояндер вскользь упомянул в депеше о проезде через Александрию в первых числах января 1889 года неизвестного русского офицера, направлявшегося, по слухам, в Эфиопию.
В феврале 1889 года Машков прибыл в порт Обок на берегу Красного моря. Ему предстояло ехать вглубь континента. Он нанял проводника и воинов охраны, и двинулся через пустыню в сторону Абиссинии. Путешественники достигли Харара. Через него шли караваны к побережью. Но дальше русского посланника и его спутника не пускали, — для дальнейшего продвижения требовалось разрешение негуса, а Машков не имел официального статуса. Кроме того, закончились деньги.
Экспедиция курировалась Военно-учёным комитетом Главного штаба, выполнявшим функции разведывательного управления, и Машков написал начальнику Комитета генералу А. А. Боголюбову, попросив денег и оружия. Ознакомившись с письмом, военный министр остался недоволен ходом дел посланца в Африке. Но генерал Боголюбов хлопотал за своего агента, добиваясь выделения необходимых Машкову ресурсов.
Ожидая ответа на свое письмо, Машков пробыл в Хараре около двух месяцев, где обзавёлся полезными знакомствами и многое узнал. Не дождавшись официальной помощи, поручик одолжил средства у православных греков-торговцев и продолжил путешествие.
В провинции Шоа его задержали ещё на три месяца, что оказалось неожиданной удачей. В Абиссинии произошли драматические события: негус Йоханныс IV был смертельно ранен в бою и умер. Власть перешла к расу (князю) Сахле Мариам, провозгласившим себя негусом Менеликом II. По просьбе императрицы Таиту он перенёс столицу в Аддис-Абебу.
Внешняя политика государства круто изменилась; новый негус решил принять посланца России, пусть даже не имевшего официальных полномочий.
Приехав в столицу страны Энтото (Адис-Абебу), Машков отправил письмо генералу Боголюбову, в котором, сформулировал одну из главных своих дипломатических задач: 

«Если Бог даст мне расстроить замыслы Италии, то я буду счастлив вполне и по глубокому моему убеждению, сослужу службу Отечеству».
Машков явился во дворец негуса в Аддис-Абебе без свиты и подарков. Несмотря на это, его приняли как почётного гостя. С первой же встречи Менелик II проникся симпатией к Машкову. Русский офицер держался почтительно, но с достоинством и, главное, — ничего не просил. Негус расспрашивал гостя о России, об императоре, об армии, законах и церкви. Беседы продолжались в течение месяца. Это время Машков посвятил изучению Абиссинии. Наконец, негус вручил посланцу дружественное письмо к российскому императору и передал в дар государю богато украшенное эфиопское оружие. Машков отправился в обратный путь.
Только в Обоке поручик получил деньги и оружие — 150 винтовок, присланные ему из России. Но почти всё пришлось раздать кредиторам. На последние деньги он добрался до Александрии. Здесь Машков обратился за помощью к российскому консулу Кояндеру, и тот выдал Машкову 60 фунтов стерлингов, о чём сообщил телеграммой в министерство.
Глава МИДа в Петербурге вскоре получил подробную депешу Кояндера и по достоинству оценил действия поручика в докладе Ванновскому. Военный министр был вынужден согласился с успехом миссии и ответил Гирсу: «Машков всё же молодец».
Оставив Абиссинию, путешественник благополучно вернулся на родину.
Император Александр III пожелал лично выслушать поручика Машкова и из его рук принял письмо и дары негуса. Вероятно, государя тронули строки из письма Менелика II: 

«Ныне моё царство окружено врагами нашей религии, мусульманами. Я хочу образовать царство, подобное Вашему… Не только в Абиссинии и в Африке, но и в Европе война одного дня имеет следствием труды многих годов».
За успешное выполнение миссии Машков был награжден орденом Владимира IV степени. Газета «Новое время» напечатала цикл его очерков о путешествии; Императорское Русское географическое общество избрало его своим членом.
На письмо негуса требовалось отослать ответ со специальным курьером. Очевидно, что таким посланником мог быть только Машков с его опытом, знанием далекой страны и дипломатическими способностями.
В международной политике случилась драматическая для Менелика II ситуация: Италия заявила, что Абиссиния является её протекторатом. Англия и Германия признали итальянские притязания.
В сложившихся обстоятельствах была составлена совместная программа Военного министерства, МИДа и Синода трёхлетней экспедиции в Эфиопию, но под эгидой Императорского Русского Географического общества.

### Вторая экспедиция в Абиссинию
В состав экспедиции вошли Виктор Машков, его брат Александр, невеста Эмма и Сладко Златычанина.
Встретившись в Одессе, путешественники  отправились на пароходе «Санкт-Петербург» морем в Египет. В Каире консул Кояндер посоветовал Машкову нанести визит патриарху Коптской церкви Кириллу, который считался также главой христиан Абиссинии. Но английский консул настоятельно посоветовал патриарху выехать в загородное имение, отказавшись от встречи. Британия активно препятствовала планам русских; за путешественниками была установлена слежка.
Французы в Обоке любезно встретили экспедицию Машкова. И лишь впоследствии поручик убедился, что они также препятствовали экспедиции; французов насторожило присутствие православных священников. В Абиссинии давно работала католическая миссия и французской стороне не нужна была конкуренция.
В Хараре уже ожидали караван «москоб»  — наместник рас (князь) Маконнен выслал навстречу отряд абиссинских солдат в парадной форме. Город торжественно встретил гостей из далекой России. Виктор Машков смутился и заметил расу, что недостоин таких почестей. Но его успокоили, дипломатично объяснив, что приветствуют «письмо царя», которое он везёт с собой.
Почти каждый день Машкова приглашали к расу Маконнену и русский посланник получил от князя много важных сведений. В одной из бесед русский офицер посоветовал расу разместить небольшие гарнизоны в двух оазисах на пути к побережью — тогда основные торговые пути окажутся под контролем Абиссинии. Рас немедленно последовал совету профессионального военного.
В октябре 1891 года Машков прибыл в Аддис-Абебу и на следующий день был приглашён во дворец к главе государства. Принимая письмо русского царя, Менелик II встал с трона; были поднесены подарки негусу и его вельможам, особый восторг вызвали искусно изукрашенные ружья. В состоявшихся затем переговорах российский посланник старался донести до негуса и влиятельных чиновников достоверные сведения о России и её намерениях. Действуя сознательно, Машков значительно выходил за рамки своих полномочий, исходя из интересов дела.
Две недели спустя Машков заболел сыпным тифом, но его невеста Эмма выходила его. Поправив здоровье, энергичный офицер посвятил время изучению страны, посещая различные города, монастыри, поместья знати; завёл дружбу с абуной Петросом.
Виктору Машкову удалось также собрать богатые охотничьи трофеи и этнографические коллекции.
Перед отправлением в Россию 18 марта 1892 года состоялась прощальная аудиенция у негуса. Менелик II посылал новое письмо российскому императору, где писал, что никогда не соглашался на протекторат Италии: 

«Я жду от Европы помощи для развития страны и не хочу, чтобы говорили, что я дикий негр, беспричинно проливающий кровь европейцев! …Рассудить единолично или в согласии с другими государями Европы. Умоляю помочь нам или хотя бы дать совет, что мы должны делать, дабы избежать напрасного кровопролития, уже и так много веков истощающего нашу страну».
 Понимая, что мирное решение назревавшего конфликта вряд ли возможно, оставшись с поручиком наедине, негус откровенно просил прислать ему военных инструкторов из России. О том же говорил Машкову и военный министр Эфиопии.
В Хараре рас Маконнен вручил офицеру личное письмо и дары для наследника российского престола Николая Александровича, будущего царя Николая II.
По возвращении в Россию Машков представил отчет о выполненной миссии. В военном ведомстве его рапорт не произвёл должного впечатления, зато его деятельность в Африке высоко оценили дипломаты. В докладной записке МИДа отмечалось: 

«Машков исполнил возложенное на него поручение с совершенным успехом, не причинив притом никаких политических затруднений Императорскому Правительству. Он, таким образом, завязал впервые сношения России с Абиссинией, где был принят, по-видимому, с большим почётом».
Виктор Машков вновь получил аудиенцию у императора; Александр III поблагодарил его за службу. Затем состоялась аудиенция у наследника престола, во время которой Машков преподнёс великому князю Николаю подарки абиссинцев и собственную этнографическую коллекцию.
Еженедельник «Новое время» напечатал пять очерков путешествнника под названием «В стране чёрных христиан». Автора публикации пригласили прочитать цикл лекций в Москве в Обществе Любителей естествознания, антропологии и этнографии. Но военный министр запретил публичные лекции. Несмотря на то, что деятельность посланника в Абиссинии была высоко оценена МИДом, от дальнейших связей России и Эфиопии Машков был отстранен. По сути это было публичным оскорблением со стороны военного ведомства; Виктор Фёдорович подал прошение об отставке.
В 1893 году Машков был определён на службу в Батумский крепостной пехотный батальон, и, затем, вскоре уволен с военной службы с переименованием в гражданский чин.

### Дипломатическая карьера
Министерство иностранных дел перспективными людьми дорожило; Машков был зачислен в штат МИДа в чине титулярного советника.
В 1894 году дипломат Виктор Фёдорович Машков отбыл в Багдад в должности секретаря российского консульства, где пребывал до 1898 года.
В 1899-1903 годах — российский консул в Скопье.
С июня 1903 по 1908 год — генеральный консул в Багдаде.

### 1914 — 1920 годы
К началу Первой мировой войны в 1914 году жил в Турции, работая журналистом.
К 1920 году — уполномоченный Красного Креста в Новороссийске.

### Жизнь в эмиграции
Эвакуирован из Новороссийска в марте 1920 года в Константинополь. Приехал в КСХС через Цариброд 25 (7) марта 1920 года. Зачислен в Белградскую колонию.
В 1922 году содержал «Столовую 98 беженцы» в Белграде.
К концу жизни знал турецкий, арабский, сербский, английский и французский языки.
Скончался 3 ноября 1932 года в Белграде. Похоронен на Новом кладбище —  участок 90, место 228.

## Семья
- Жена в первом браке — Екатерина Викторовна, урождённая Константинова, дочь чиновника Батумской таможенной конторы. В семье в 1885 году родился сын Евгений, который учился во 2-м Санкт-Петербургском кадетский корпусе.
- Жена во втором браке — Надежда Ивановна, урождённая Гейнце.

## Награды
- Орден Святого Владимира 4-й степени с мечами и бантом

## Итог жизни и деятельности
Установление непосредственных отношений России с Эфиопией навсегда будет связано с именем поручика Русской армии Виктора Федоровича Машкова. Благодаря ему впервые были установлены официальные отношения между двумя государствами.

### Русские в Абиссинии
- Артамонов, Леонид Константинович
- Леонтьев, Николай Степанович
- Гумилёв, Николай Степанович
- Булатович, Александр Ксаверьевич
- Ашинов, Николай Иванович